# Río Ugrá
El río Ugrá (en ruso: Угра) es un río de la Rusia europea, un afluente del río Oká, a su vez afluente del río Volga. Su longitud total es 399 km y su cuenca drena una superficie de 15.700 km² (algo mayor que Montenegro).
Administrativamente, el río discurre, aguas abajo, por el óblast de Smolensk y el óblast de Kaluga de la Federación de Rusia.

## Geografía
El río Ugrá nace en la parte sur de las Alturas de Smolensk, cerca de la ciudad de Zabolotie, en el óblast de Smolensk. El río discurre en primer lugar en dirección norte, para luego girar en dirección este, en un tramo en el que pasa cerca de la localidad que le da nombre, Ugrá. Ahí el río se orienta algo más al noreste, bañando Známenka. Luego, unos 30 km aguas abajo, el río se vuelve de pronto en dirección Sureste, abandonando el óblast por su lado oriental. Entra en el óblast de Kaluga y pasa frente a Yújnov y luego recibe por la izquierda su principal afluente, el río Shanya. Desemboca en el río Oká por la izquierda, aguas abajo de que haya recibido al río Zhizdra (223 km) y un poco por encima de la capital del óblast, Kaluga (334.751 hab. en 2002).
El río Ugrá, al igual que casi todos los ríos rusos, durante un largo periodo permanece congelado, habitualmente desde finales de noviembre o principios de diciembre hasta finales de marzo/abril.

## Historia
En el año 1480 se celebró en la región un gran enfrentamiento, conocido como el gran encuentro del río Ugrá, entre las fuerzas del Ahmed Kan, Khan de la Gran Horda, y el Gran príncipe Iván III de Rusia, que tuvo como consecuencia la retirada de los tártaros y es, a menudo, tomada como el fin de la dependencia de Rusia de la Horda de Oro.